# Fast Food Family
Fast Food Family (Don’t Tell Mom the Babysitter’s Dead) ist eine US-amerikanische Filmkomödie von Stephen Herek aus dem Jahr 1991.

## Handlung
Sue Ellen Crandell ist die älteste von insgesamt fünf Geschwistern. Diesen Sommer verreist ihre Mutter für zwei Monate nach Australien, worauf sie und ihre Geschwister sich zuerst freuen, da sie sich große Freiräume erwarten. Allerdings steht kurz vor der Abreise ihrer Mutter eine alte Dame vor der Tür, die sich als die strenge, rigorose Babysitterin Miss Sturak herausstellt. Nachdem ihre Mutter weggefahren ist, beginnt Miss Sturak, Sue Ellen und ihre Geschwister herumzukommandieren und zurechtzuweisen. Freiräume sind ihnen dabei kaum gegeben. Jedoch verstirbt die unbeliebte Babysitterin sehr bald und unvorhergesehen an Altersschwäche. Da die Geschwister befürchten, mit einem Polizeinotruf ihren Sommer zu riskieren, stellen sie die Leiche in einer Truhe anonym vor einem Bestattungshaus ab, wo sie schnell entdeckt und beerdigt wird. Später stellen sie allerdings fest, dass Miss Sturak das Geld dabei hatte, das für die zweimonatige Verpflegung bestimmt war.
Sue Ellen findet notgedrungen einen Job in einem Fastfood-Restaurant. Mit ihrem Kollegen Bryan geht sie eine Beziehung ein. Der Job im Fastfood-Laden wird ihr jedoch sehr schnell zu bunt, sodass sie ihn kündigt und sich nach anderen, ihren Vorstellungen eher entsprechende Jobs umsieht. Dabei stößt sie auf eine Stelle für die Empfangsdame in einem Modeunternehmen und bewirbt sich sogleich mit einem gefälschten Lebenslauf. Dieser begeistert die Chefin des Unternehmens, Rose Lindsey, dermaßen, dass sie Sue Ellen als ihre persönliche Assistentin einstellt. Damit hat sich Sue Ellen eine erste Feindin gemacht, da die bisherige Empfangsdame Carolyn eigentlich für diesen Job bestimmt war. Diese versucht fortan mit allen Mitteln, Sue Ellen vor ihrer Chefin schlecht dastehen zu lassen, was ihr allerdings nicht gelingt. 
Sue Ellen bemerkt schnell, wie anstrengend es ist, sich neben der Arbeit auch noch um ihre Geschwister und den Haushalt zu kümmern, was vermehrt zu Spannungen führt. Zudem werden ihre Geschwister immer fordernder und verlangen Geld für diverse Luxus-Ausgaben, wie eine moderne Fernsehanlage. Um diesen Lebensstil finanzieren zu können, stiehlt Sue Ellen regelmäßig aus der Portokasse auf ihrer Arbeitsstelle; den Fehlbetrag will sie nach der ersten Gehaltszahlung ausgleichen. Als das Unternehmen einen großen Auftrag für eine Schuluniform verliert und damit kurz vor der Insolvenz steht, entwirft Sue Ellen nach eigenen Ideen Entwürfe, die sie im Rahmen eines Gala-Abends in ihrem Haus präsentieren will. 
Ihre Geschwister zwingt sie zur Verantwortung und bringt in weniger als einer Woche ihr Haus samt Grundstück auf Hochglanz, sodass die Modeschau ohne Bedenken stattfinden kann. Bis zum Schluss läuft alles gut, allerdings kommt ihre Mutter bereits eine Woche früher zurück und platzt mitten in die Vorstellung, ebenso wie Sue Ellens Freund Bryan. Sue Ellen bricht die Veranstaltung kurz vor ihrem Ende ab und muss sich vor ihrer Mutter rechtfertigen, die über die Situation sehr aufgebracht ist. Als sie jedoch sieht, wie gepflegt das Haus ist, beruhigt sie sich und verzeiht ihrer Tochter, ist sogar stolz auf sie und ihre vier Geschwister. Auch Rose ist nicht böse auf Sue Ellen, weil sie sie belogen hat, bietet ihr sogar eine feste Stelle im Unternehmen an. Doch Sue Ellen lehnt dankend ab, da sie zuerst noch studieren und sich weiterbilden möchte.
In der Abschlussszene stellt Sue Ellens Mutter ihr noch die Frage, wo Miss Sturak abgeblieben sei. Im nächsten Schnitt sieht man zwei Totengräber am Friedhof, die Miss Sturaks Grabstein aufstellen und sich symbolisch dafür bedanken, dass sie ihnen ihr ganzes Geld vererbt hat – jenes Geld, das eigentlich für Sue Ellen und ihre Geschwister gedacht war.

## Synchronisation
| Rolle             | Darsteller          | Synchronsprecher  |
| ----------------- | ------------------- | ----------------- |
| Sue Ellen Crandel | Christina Applegate | Bettina Weiß      |
| Rose Lindsey      | Joanna Cassidy      | Rita Engelmann    |
| Kenny Crandell    | Keith Coogan        | Björn Schalla     |
| Bryan             | Josh Charles        | Frank Schaff      |
| Gus               | John Getz           | Hans-Jürgen Wolf  |
| Mrs. Sturak       | Eda Reiss Merin     | Barbara Ratthey   |
| Cathy             | Kimmy Robertson     | Anke Reitzenstein |

## Kritiken
Desson Howe schrieb in der Washington Post vom 7. Juni 1991, dass der Film einige seiner Elemente von „erfolgreichen Komödien“ wie Big oder Lockere Geschäfte „ausleihe“.
Peter Travers schrieb in der Zeitschrift Rolling Stone, der Film gehöre einer „Herde“ der Nachahmungen von Kevin – Allein zu Haus, und spottete, hoffentlich würden die anderen nicht so „blöd“ wie dieser werden. Er kritisierte stark das Drehbuch.
Das Lexikon des internationalen Films schrieb, der Film sei eine „amüsant-freche Unterhaltung“. Seine Botschaft sei „mehr Selbständigkeit und Mut“. Das Ende wirke „aufgesetzt“.

## Auszeichnungen
Christina Applegate wurde im Jahr 1992 für den MTV Movie Award nominiert. Der Film als Beste Komödie, Danielle Harris sowie das aus Christina Applegate, Christopher Pettiet, Danielle Harris, Keith Coogan und Robert Hy Gorman bestehende Ensemble wurden 1992 für den Young Artist Award nominiert.

## Hintergrund
Der Film wurde in Los Angeles gedreht. Er spielte in den Kinos der USA ca. 25,2 Millionen US-Dollar ein.